# Takedellus
Takedellus is een geslacht van kreeftachtigen uit de klasse van de Malacostraca (hogere kreeftachtigen).

## Soort
- Takedellus ambonense (Serène & Moosa, 1971)